# レゴ スター・ウォーズ
『レゴ スター・ウォーズ』（Lego Star Wars）は、映画『スター・ウォーズシリーズ』を元にしたレゴブロックシリーズ。および関連するゲームやアニメーション作品。

## レゴブロック
1999年のX-wingよりリリースされたレゴブロックシリーズ。このブロックを元にゲームやアニメーションも展開されている
主なシリーズ
- ビルダブル・ギャラクシー

惑星型カプセルにミニフィグとピーグルが入ったシリーズ。
- Clone Wars

『スター・ウォーズ/クローン・ウォーズ』シリーズ。
- Rebels

『スター・ウォーズ 反乱者たち』シリーズ。
- エピソードI-VI
- フォースの覚醒
- 最後のジェダイ
- ローグ・ワン/スター・ウォーズ・ストーリー
- ハン・ソロ/スター・ウォーズ・ストーリー
- オールド・リパブリック

## ゲーム
- レゴ スター・ウォーズ THE VIDEO GAME
- レゴ スター・ウォーズII THE ORIGINAL TRILOGY
  - レゴ スター・ウォーズ コンプリート サーガ
- Lego Star Wars III: The Clone Wars （日本未発売）
- レゴ スター・ウォーズ/フォースの覚醒
- レゴ スター・ウォーズ：スカイウォーカー・サーガ

## LEGO スター・ウォーズ パダワン・メナス
『LEGO スター・ウォーズ パダワン・メナス』（Lego Star Wars: The Padawan Menace）はテレビスペシャルのCGアニメ。2011年7月22日にアメリカのカートゥーン・ネットワークとして放送。日本では2011年11月2日にDVD&Blu-rayが発売。

### 声の出演
※括弧内は日本語吹き替え
- ハン・ソロ / イアン - ケイティ・リー（根本圭子）
- C-3PO - アンソニー・ダニエルズ（岩崎ひろし）
- ヨーダ - トム・ケイン（永井一郎）
- アナキン・スカイウォーカー / ダース・ベイダー - デヴィッド・スコット / フィル・ラマール（浪川大輔 / 大平透）
- パルパティーン最高議長 / ダース・シディアス - R・マーティン・クレイン（稲垣隆史）
- アクバー提督 - トム・ケイン（間宮康弘）
- アサージ・ヴェントレス	- ニカ・フッターマン（磯辺万沙子）
- グリーヴァス将軍 - ウェイン・パッシュリー（後藤哲夫）
- コーディ - ロブ・ポールセン（金田明夫）
- シャアク・ティ - ニカ・フッターマン（雨蘭咲木子）
- オビ＝ワン・ケノービ - デヴィッド・スコット（森川智之）
- キ＝アディ＝ムンディ - R・マーティン・クレイン（水野龍司）
- ジョージ・ルーカス - ロブ・ポールセン（てらそままさき）
- ベイル・オーガナ - フィル・ラマール（てらそままさき）
- ジャー・ジャー・ビンクス - フィル・ラマール（三ツ矢雄二）
- ナレーター - トム・ケイン（羽佐間道夫）

## LEGO スター・ウォーズ エンパイア・ストライクス・アウト
『LEGO スター・ウォーズ エンパイア・ストライクス・アウト』（Lego Star Wars: The Empire Strikes Out）はテレビスペシャルのCGアニメ。2012年9月26日にアメリカのカートゥーン・ネットワークとして放送。日本では2013年5月24日にDVD&Blu-rayが発売。

### 声の出演
※括弧内は日本語吹き替え
- ダース・ベイダー - マット・スローン（大平透）
- ルーク・スカイウォーカー - ロイド・フロイド（島田敏）
- C-3PO - アンソニー・ダニエルズ（岩崎ひろし）
- ハン・ソロ - ジョン・アームストロング（磯部勉）
- レイア姫	- リサ・フューソン（高島雅羅）
- パルパティーン皇帝 / ダース・シディアス - サム・ウィットワー（稲垣隆史）
- ダース・モール - サム・ウィットワー（山路和弘）
- ヨーダ - トム・ケイン（永井一郎）
- ワトー - アンディ・セコム（麦人）
- ジャー・ジャー・ビンクス - アーメド・ベスト（三ツ矢雄二）
- ピエット提督 - ケネス・コリー（佐藤晴男）
- オゼル提督 - ジェイソン・アンソニー（佐藤晴男）
- ヴィアーズ将軍 - ジュリアン・グローヴァー（新田英人）
- ボス・ナス - ブライアン・ブレスド（大平透）
- ナレーター - トム・ケイン（麦人）

## LEGO スター・ウォーズ:ヨーダ・クロニクル
『LEGO スター・ウォーズ:ヨーダ・クロニクル』（Lego Star Wars: The Yoda Chronicles）はテレビ放映のCGアニメ。カートゥーン・ネットワークでは2013年5月20日から放送、ディズニーXDでは2014年5月4日から放送。

### 声の出演
※括弧内は日本語吹き替え
- ルーク・スカイウォーカー - エリック・バウザ（成瀬誠）
- ハン・ソロ - マイケル・デンジャーフィールド（東地宏樹）
- レイア姫	- ヘザー・ドークセン（白川万紗子）
- C-3PO - アンソニー・ダニエルズ（飛田展男）
- ヨーダ - トム・ケイン（塾一久）
- アナキン・スカイウォーカー / ダース・ベイダー - カービー・モロウ / マット・スローン（後藤ヒロキ / 土師孝也）
- パルパティーン皇帝 / ダース・シディアス - トレバー・デュバル（浦山迅）
- アクバー提督 - トレバー・デュバル（後藤光祐）
- モン・モスマ	- ヘザー・ドークセン（三瓶由布子）
- ピエット提督 - トレバー・デュバル（後藤ヒロキ）
- オゼル提督 - マイケル・デンジャーフィールド（烏丸祐一）
- ジェック - ブライアン・ドブソン（竹田雅則）
- オビ＝ワン・ケノービ / ベン・ケノービ - サムエル・ビンセント / マイケル・ドノヴァン（小松史法）
- メイス・ウィンドゥ - エイドリアン・ホームズ（烏丸祐一）
- クワイ＝ガン・ジン - トム・ケイン（土師孝也）
- ベイル・オーガナ - アンドリュー・フランシス（加藤亮夫）
- ドゥークー伯爵 - マイケル・ドノヴァン（ふくまつ進紗）
- ダース・モール - リー・トッカー（飛田展男）
- ジャー・ジャー・ビンクス - トレバー・デュバル（越後屋コースケ）
- ティオン・メイドン - トレバー・デュバル（落合弘治）
- ラスティ - エリック・バウザ（越後屋コースケ）
- ウェッジ・アンティリーズ - マイケル・デンジャーフィールド（落合弘治）
- ボス・ナス - エリック・バウザ（後藤光祐）
- パナカ隊長 - マイケル・ドノヴァン（飛田展男）
- マス・アメダ - マイケル・ドノヴァン（落合弘治）
- ワトー - ブライアン・ドラモンド（落合弘治）
- ベネ - タバサ・セント・ジェルマン（三瓶由布子）
- ラコ - サムエル・ビンセント（後藤ヒロキ）
- ヴァアシュ・ティ - ケリー・メッツガー（福圓美里）
- ボビー - ブライアン・ドラモンド（越後屋コースケ）
- ナレーター - トム・ケイン（土師孝也）

### 各話リスト
- 第1話 ファントム・クローン（The Phantom Clone）
- 第2話 シスの脅威（Menace of the Sith）
- 第3話 ジェダイの攻撃（Attack of the Jedi）
- 第4話 ジェダイ聖堂からの脱出（Escape from the Jedi Temple）
- 第5話 ホロクロン争奪戦（Race for the Holocrons）
- 第6話 コルサント襲撃（Raid on Coruscant）
- 第7話 スカイウォーカー対決（Clash of the Skywalkers）

## LEGO スター・ウォーズ/オールスターズ
『LEGO スター・ウォーズ/オールスターズ』（Lego Star Wars: All-Stars）はテレビ放映のCGアニメ。ディズニーXDでは2018年10月29日から放送。

### 声の出演
※括弧内は日本語吹き替え
- ラジャー - マシュー・ウッド（間宮康弘）
- ハン・ソロ - マックス・ミッテルマン（前野智昭）
- レイア姫	- ヘキャロリン・ヘネシー（高島雅羅）
- ペイス - ジョシュ・ペック（成瀬誠）
- リナ - ジャスミン・サボイ・ブラウン（種市桃子）

### 各話リスト
- 第1話 戦場から整備工場へ：ラジャー・ストーリー
- 第2話 ハンと追われて/チューバッカと逃走
- 第3話 ランドと取引/ハンとチューイの逆襲
- 第4話 レイアからの偵察任務/マズとの任務
- 第5話 BB-8と遭遇/逃げるレジスタンス